# ZALA 421-22
ZALA 421-22 - російський малогабаритний безпілотний літальний апарат вертикального зльоту та посадки середнього радіусу дії, марки ZALA . Належить до класу БПЛА вертолітного типу. Виготовляється іжевською компанією ZALA AERO GROUP. Призначений для виконання спецоперацій, серед яких моніторинг масових скупчень людей, пошук та виявлення об'єктів — з розпізнаванням облич людей та державних номерів автомобілів , виявлення несанкціонованих сміттєзвалищ, пошкоджень ізоляторів ЛЕП, врізок у нафтогазотрубопроводи. ZALA 421-22 здійснює радіаційну розвідку на об'єктах АЕС , веде спостереження за будівельними та іншими роботами. Використовувався для моніторингу будівельних об'єктів під час підготовки до Універсіади в Казані та Зимової Олімпіади в Сочі .

## Конструкція
ZALA 421-22 побудований за восьмироторною схемою. У разі виникнення позаштатної ситуації — відмова одного з восьми двигунів — апарат продовжить політ та здійснить посадку. Конструкція складана, виготовлена з композитних матеріалів. Гвинти вертольота також складаються, оснащені додатковим захистом від пошкоджень при транспортуванні та експлуатації БПЛА. Складна конструкція безпілотного літального апарата забезпечує зручне транспортування комплексу будь-яким транспортним засобом. ZALA 421-22 не вимагає спеціально підготовленого злітно-посадкового майданчика, що дозволяє застосовувати апарат на важкодоступних ділянках місцевості. Підвищена вантажопідйомність апарата дозволила розмістити на ньому більш ємнісні АКБ, потужний навігаційний комплекс та цільові навантаження, штатно розроблені для БПЛА літакового типу. При необхідності ZALA 421-22 може бути оснащений додатковим обладнанням, яке у разі посадки апарата на воду дозволить протриматися на ній не менше 5 хвилин .

## Тактико-технічні характеристики
- Радіус дії відео/радіоканалу 5 км / 5 км
- Тривалість польоту 35 хв.
- Габарити рами у складеному (розкладеному) стані без фюзеляжу 1840х220х165 мм (1060х1060х165 мм)
- Максимальна висота польоту 1000 м
- Запуск Вертикальний - автоматичний
- Посадка Вертикальна - автоматична
- Тип двигуна Електричний тягнучий
- Швидкість до 30 км/год
- Максимальна злітна вага 8 кг
- Маса цільового навантаження до 2 кг.
- Навігація GPS/ГЛОНАСС
- Діапазон робочих температур –30 °C…+40 °C